# Virchow-Lymphknoten
Unter dem Virchow-Lymphknoten versteht man die letzte Lymphknoten-Station des Ductus thoracicus. Er liegt links in der Supraklavikulargrube oberhalb des Schlüsselbeins.
Wenn dieser Lymphknoten tastbar ist, kann das für eine Metastasierung eines Tumors, meistens von Magenkrebs, sprechen. Auch Hodgkin- und Non-Hodgkin-Lymphome können zu einer Schwellung des Virchow-Lymphknotens führen.
Der Virchow-Lymphknoten ist nach dem deutschen Pathologen Rudolf Virchow benannt.